# Mahanta fraterna
Mahanta fraterna is een vlinder uit de familie slakrupsvlinders (Limacodidae). De wetenschappelijke naam van de soort is voor het eerst geldig gepubliceerd in 2005 door Alexey V. Solovyev.

## Type
- holotype: "male, 6.-7.VIII.1999. leg. Csovary & C. Mikus. genitalia slide no. GU N 9508"
- instituut: MWM, München, Duitsland
- typelocatie: "Thailand, Chianghwat Chiang Mai, Mt. Doi Phahompok, 16 km NW of Fang, 2000 m"